# Thalenessa dendrolepis
Thalenessa dendrolepis är en ringmaskart som först beskrevs av Jean Louis René Antoine Édouard Claparède 1868.  Thalenessa dendrolepis ingår i släktet Thalenessa och familjen Sigalionidae. Inga underarter finns listade i Catalogue of Life.